# 금골선
금골선은 조선민주주의인민공화국 함경남도 단천시의 여해진역과 무학역을 연결하는 철도 노선이다. 2차 개통 당시의 종점인 용양역(백금산역)의 이름을 따라 용양선(龍陽線)으로 불렸으며, 지금은 함남선(咸南線)으로 불리기도 한다. 여러 광산을 연결하는 철도이다.

## 노선 정보
- 구간과 거리 : 여해진역-무학역(거리는 대략 80~85km)
- 역 수 : 17개(양단역 포함)
- 궤도 간격 : 1435mm(표준궤)
- 전철화 구간 : 전 구간(직류 3000V)
- 복선 구간 : 없음

## 연혁
- 1943년 3월 25일 : 조선마그네사이트개발 주식회사에서 59.7km 전용철도를 사설철도로 전환하는 것을 허가받음[1]
- 1943년 3월 30일 : 같은 회사에서 전용철도 가운데에서 여해진역~동암역 27.7km 구간을 사설철도로 개통함[1]
- 1943년 12월 4일 : 같은 회사에서 나머지 구간을 용양역까지 연장하여 개통함(32.0km)[2]
- 일자미상 : 금골역까지 연장(3.7km)
- 1977년 : 전철화 개통
- 1988년 이후 : 무학역까지 연장(거리는 미상)

## 역 목록
- 여해진역(汝海津驛)
- 천곡역(泉谷驛)
- 답동역(畓洞驛)
- 광천역(廣泉驛)
- 동덕역(東德驛)
- 동암역(東巖驛)
- 수촌역(水村驛)
- 신평역(新坪驛)
- 리파역(梨坡驛)
- 신증산역(新甑山驛)
- 돈산역(돈山驛)
- 백금산역(白金山驛)
- 금골역(金골驛)
- 신덕역(新德驛)
- 대신역(大新驛)
- 대흥역(大興驛)
- 무학역(舞鶴驛)

## 화물 유동
광석이 주된 화물이다. 1980년대의 자료에 의하면 백금산역에서 발송되는 수백만톤의 마그네사이트로 인하여 여해진-백금산 구간에서는 여해진 방면의 화물이 금골(당시 종점) 방면 화물보다 5.5배나 많았다고 한다. 그러나 1990년대 들어 동구권의 붕괴로 인해 마그네사이트의 수출이 줄어들었기 때문에 금골선의 화물 수요 역시 감소했을 것으로 보인다. 하행의 주된 화물은 주민들의 연료로 쓰이는 무연탄, 양곡, 시멘트, 목재 등이다.

## 운행 계통
1980년대의 자료에는 평양에서 당시 종점인 금골역까지 여객열차가 운행되었으며 그 밖에 일부 통근열차가 운행되었다고 나와 있다.

## 참고 문헌
- 고쿠부 하야토(国分隼人), 《将軍様の鉄道 北朝鮮鉄道事情》, 新潮社, 2007, ISBN 978-4-10-303731-6